# Rotschnabeldrossel

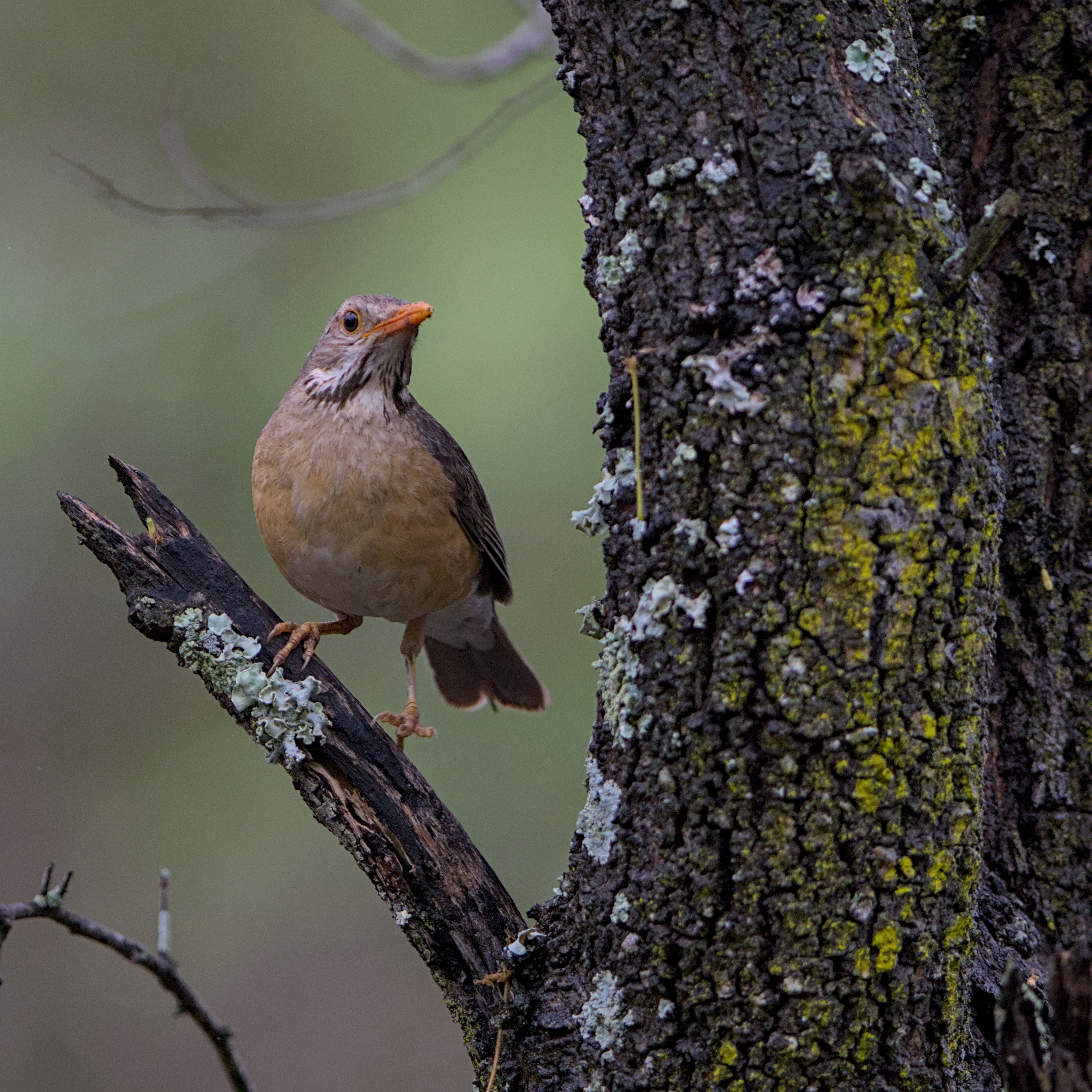
Rotschnabeldrossel im Hoedspruit Wildlife Estate

Die Rotschnabeldrossel (Turdus libonyana) ist ein in Afrika vorkommender Singvogel aus der Familie der Drosseln (Turdidae).

## Merkmale
Die Rotschnabeldrossel erreicht eine Körperlänge von ca. 23 Zentimetern und ein Gewicht von 51 bis 82 Gramm. Die Geschlechter sind farblich ähnlich. Das Gefieder der Oberseite einschließlich der Flügeldecken und der Schwanzfedern ist hellgrau bis graubraun gefärbt. Die Kehle ist weißlich und zeigt eine bartähnliche schwarze Zeichnung. Die Unterseite ist hellgrau, die Flanken sind orangefarben. Der Schnabel ist orangerot.

## Ähnliche Arten
In Teilen des Lebensraums der Rotschnabeldrossel kommt ebenfalls die Afrikadrossel (Turdus pelios) vor, die sich in erster Linie durch den gelben Schnabel unterscheidet.

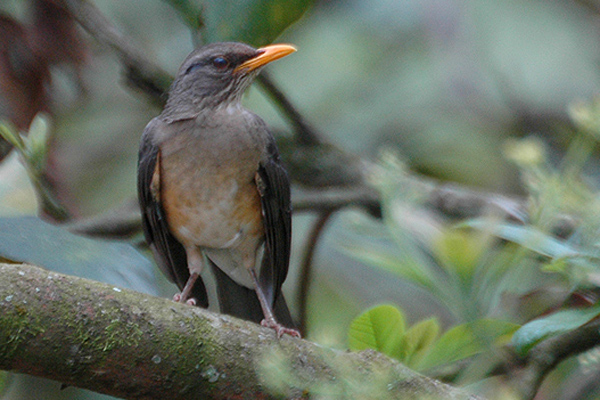
Afrikadrossel in Uganda
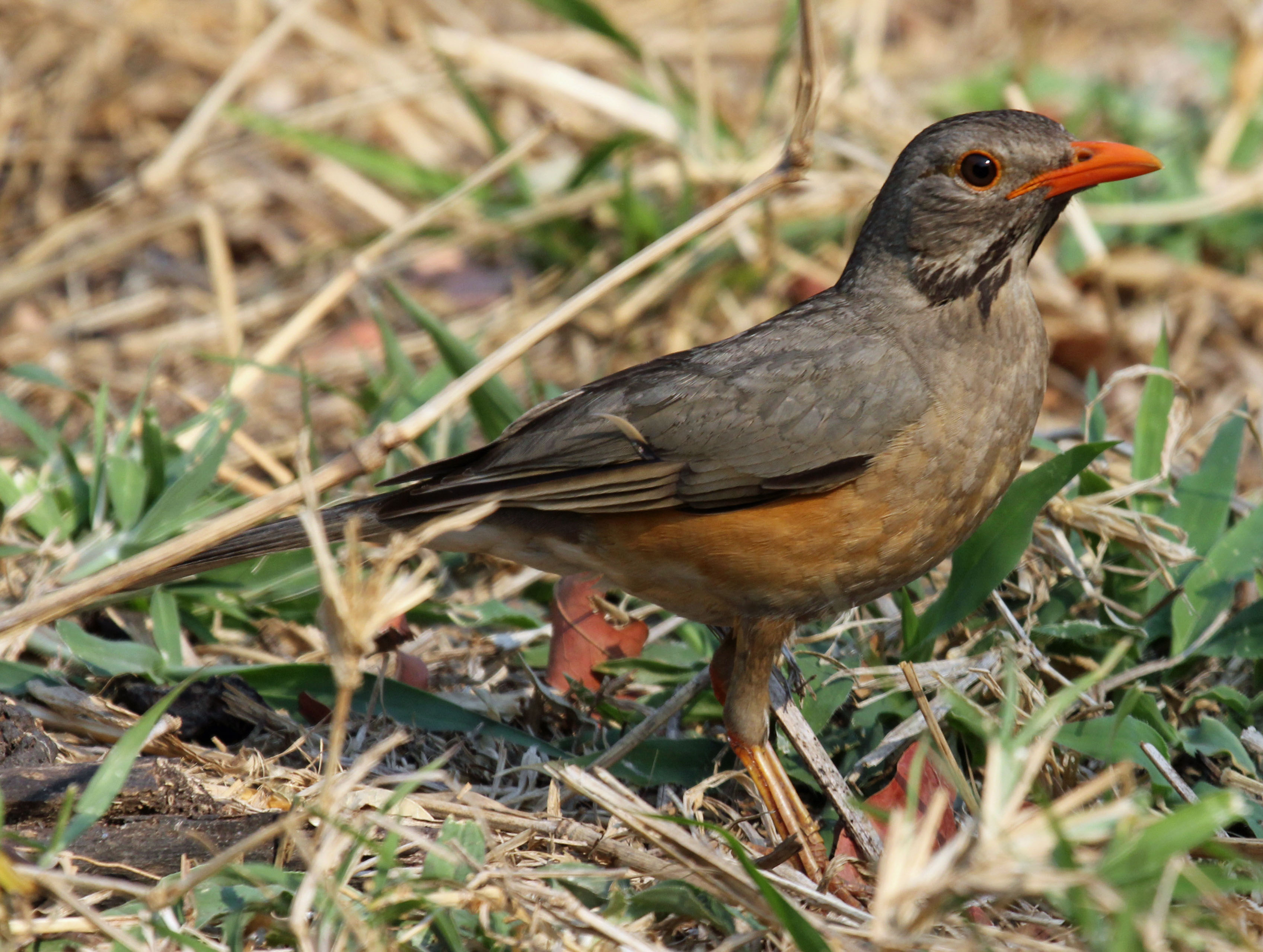
Rotschnabeldrossel im Kruger-Nationalpark

## Verbreitung, Unterarten und Lebensraum
Das Hauptverbreitungsgebiet der Rotschnabeldrossel ist das mittlere und südliche Afrika. Die Vögel bewohnen bevorzugt gebüschreiche Savannengebiete und Miombowälder. Es werden vier Unterarten geführt:
- Turdus libonyana libonyana, Ost-Botswana, Zentral-Simbabwe, Nordost-Südafrika
- Turdus libonyana peripheris, Süd-Mosambik, östliches Südafrika
- Turdus libonyana tropicalis, Burundi, Tansania, Sambia, Ost-Zimbabwe, Malawi, Zentral-Mosambik
- Turdus libonyana verreauxii, Angola, südliche Demokratische Republik Kongo, Nord-Botswana, West-Simbabwe.

## Lebensweise
Rotschnabeldrosseln suchen ihre Nahrung überwiegend am Boden. Diese besteht im Wesentlichen aus Insekten und Früchten. Die Brutsaison reicht von August bis März, schwerpunktmäßig von September bis Dezember. Das tassenförmige Nest wird aus einer Grundlage von gehärtetem Schlamm mit einer weichen Vegetationsauflage innerhalb von ein bis zwei Tagen vom Weibchen, bevorzugt in Astgabeln nahe dem Baumstamm hergestellt. Ein Gelege besteht zumeist aus einem bis zu vier Eiern. Das Weibchen bebrütet die Eier allein für 12 bis 15 Tage. Beide Elterntiere füttern die Jungvögel nach dem Schlüpfen. Die Jungvögel verlassen nach ca. zwei Wochen das Nest und werden dann noch zwei Monate Wochen von beiden Eltern versorgt. Zuweilen platziert der Einsiedlerkuckuck (Cuculus solitarius) als Brutschmarotzer ein Ei im Nest der Rotschnabeldrossel. Der Gesang wird aus einer Serie verschiedener Flötentöne geformt. Rotschnabeldrosseln sind auch in der Lage, die Rufe anderer Vögel nachzuahmen.

## Bestand und Gefährdung
Die Rotschnabeldrossel ist in ihren Vorkommensgebieten weit verbreitet und wird von der Weltnaturschutzorganisation IUCN als „least concern = nicht gefährdet“ geführt.